# 中国農業科学院

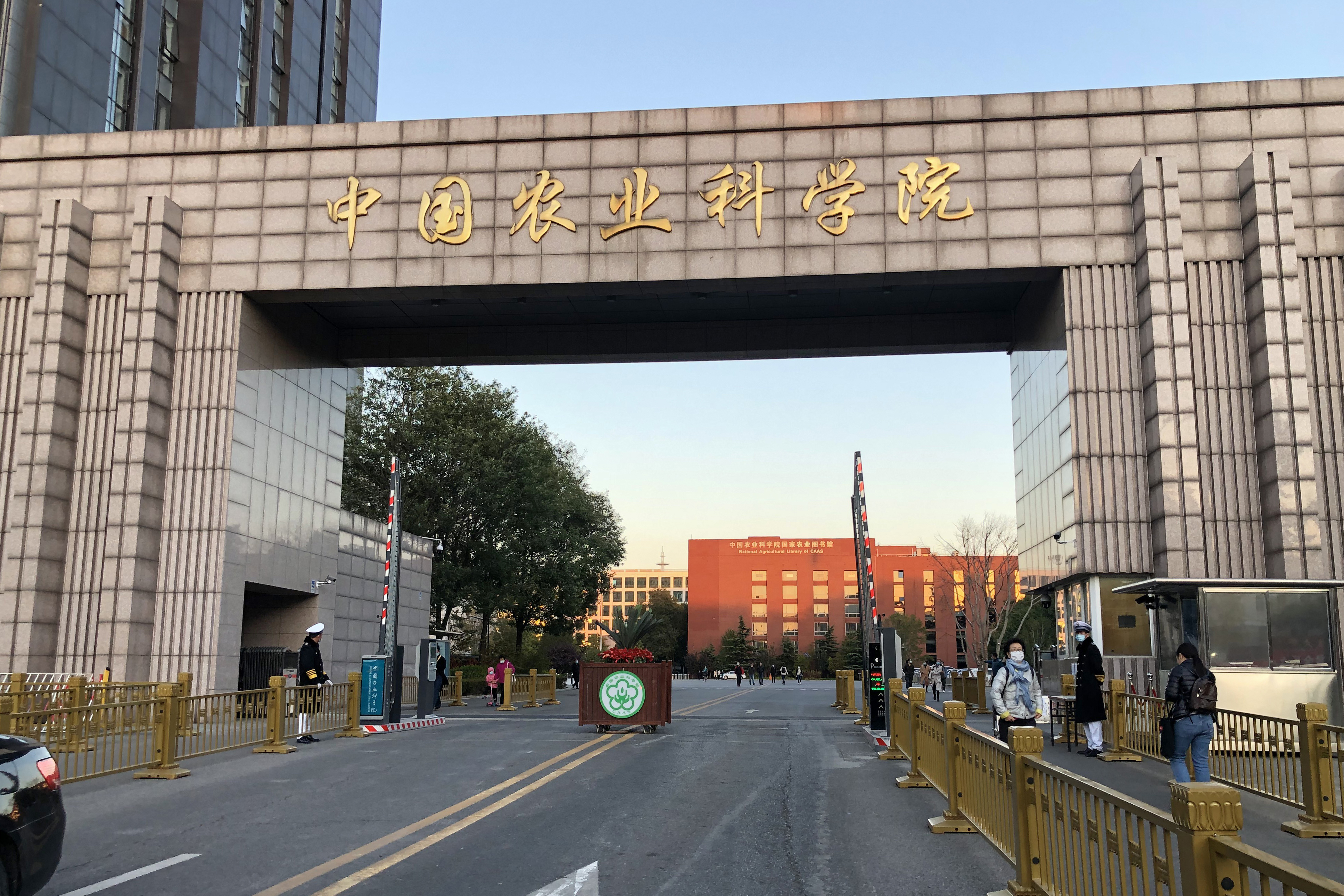
中国農業科学院西門（2020年10月撮影）

中国農業科学院（ちゅうごくのうぎょうかがくいん、簡体字: 中国农业科学院、英: Chinese Academy of Agricultural Science）は、中華人民共和国の農学研究機関。1957年設立。略称は農科院、CASS。

## 所属研究所
以下の研究所等が所属する。
- 作物育種栽培研究所
- 作物品種資源研究所
- 蔬菜研究所
- 土壌肥料研究所
- 植物防護研究所
- 原子エネルギー研究所
- 畜牧研究所
- 養蜂研究所
- 農業気象研究室
- 生物防治研究室
- 農業経済研究所
- 農業自然資源・農業区画研究所
- 科学情報研究所
- 農田灌漑研究所
- 中国水稲研究所
- 綿花研究所
- 油料作物研究所
- 麻類研究所  甜菜研究所
- 果樹研究所
- 鄭州果樹研究所  柑桔研究所
- 茶業研究所
- 蚕業研究所  ハルピン獣医研究所
- 蘭州獣医研究所
- 中獣医研究所  蘭州畜牧研究所
- 上海家畜血吸虫病研究所
- 草原研究所  特産研究所
- 農業遺産研究所
- 生物技術研究センター